# Ciąg niezbędny
Ciąg niezbędny – ciąg silników samolotu, działający na statek powietrzny, utrzymujący go w locie poziomym z ustaloną prędkością. Ciąg niezbędny jest parametrem danego statku powietrznego i jest zależny głównie od prędkości i ciężaru statku. Ciąg niezbędny jest równy sile oporu aerodynamicznego poruszającego się samolotu.
Ciąg silników pojazdu powietrznego, nazywany ciągiem rozporządzalnym, musi być odpowiednio większy od ciągu niezbędnego. Dla lekkich samolotów jednosilnikowych ciąg rozporządzalny musi stanowić co najmniej 1,33 ciągu niezbędnego. W samolotach komunikacyjnych ciąg rozporządzalny musi być ponad 2 razy większy od ciągu niezbędnego. Wymaganie to oznacza, że poziomy lot samolotem musi być możliwy przy poprawnej pracy tylko połowy silników.
Projektując samolot, ciąg niezbędny szacuje się na podstawie jego oporu aerodynamicznego i oporu indukowanego. Na podstawie ciągu niezbędnego i założeń nadmiarowych szacuje się ciąg rozporządzalny jaki muszą zapewnić silniki.
Moc jest iloczynem siły i prędkości. W przypadku napędu śmigłowego określając moc silnika uwzględnia się sprawność śmigła, równą w przybliżeniu 0,8. Ostatecznie moc silników samolotu określa wzór:
{\displaystyle P={\frac {Tv}{0{,}8}},}
gdzie:
- {\displaystyle P} – moc silnika,
- {\displaystyle T} – ciąg rozporządzalny zespołu napędowego,
- {\displaystyle v} – prędkość lotu.